# Mari Lwyd

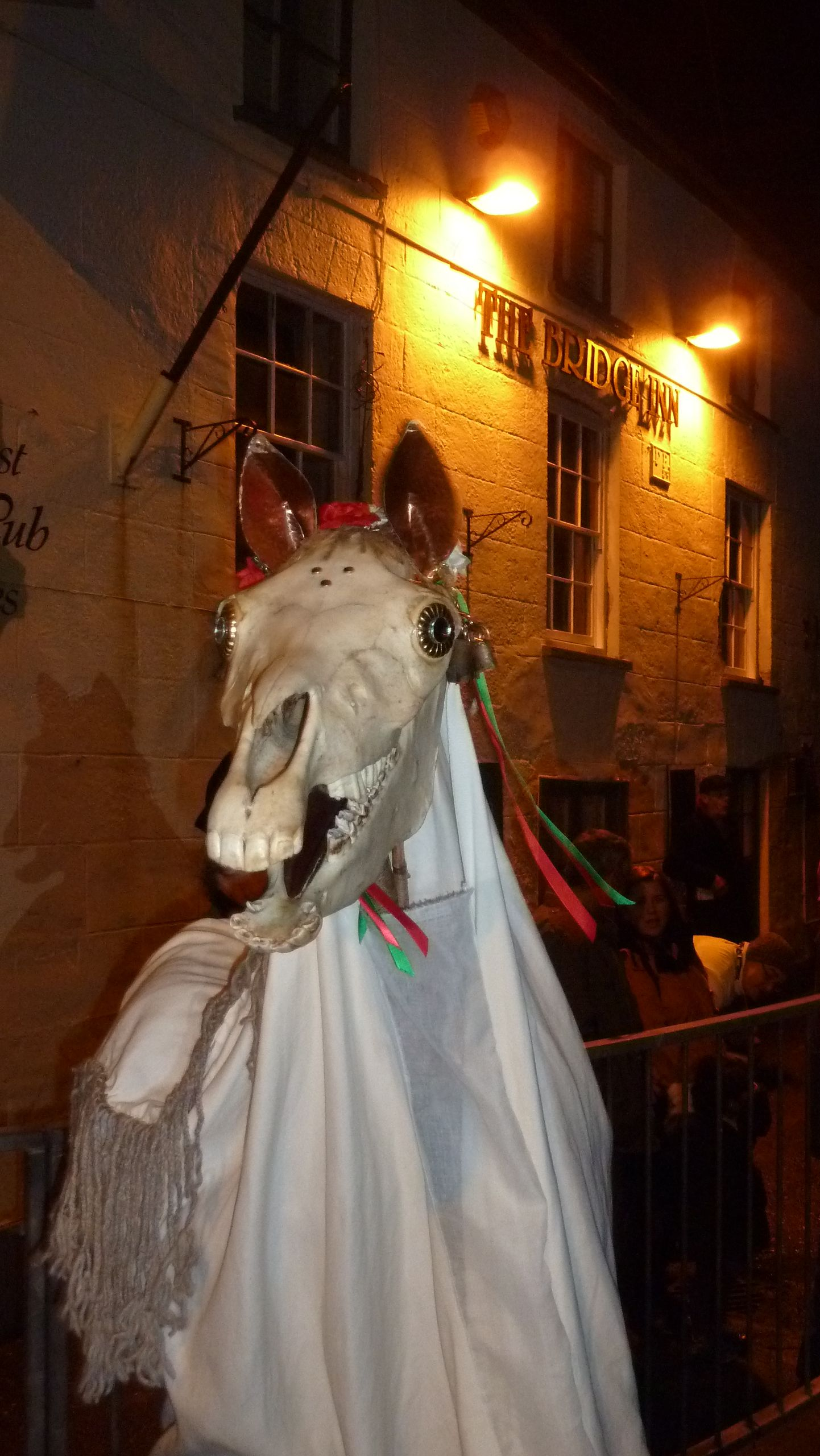
Beim Chepstow Mari Lwyd, 2014

Die Mari Lwyd (englisch Grey Mare, deutsch etwa Graue Stute) ist ein walisischer Mittwinter-Brauch zur Neujahrsfeier, der aber ursprünglich während einer Zeitspanne von Weihnachten bis Ende Januar stattfand. Es handelt sich um ein glückbringendes Ritual, bei dem die Teilnehmer eine als Pferd verkleidete Person von Haus zu Haus begleiten und an jeder Tür Lieder singen in der Hoffnung, eingelassen und mit Essen und Getränken belohnt zu werden.

## Hintergrund
Vermutlich abgeleitet von einem alten Ritual zu Ehren der keltischen Göttin Rhiannon, war die Mari Lwyd weit verbreitet in Wales, aber beschränkt sich heute auf den Süden und Südosten des Landes, insbesondere Glamorgan und Gwent. Die Methodistische Erweckung in Wales und der Einfluss der Abstinenzbewegung in Wales während der Industriellen Revolution führte zum Niedergang der Tradition, da sie zunehmend den Ruf der Trunkenheit bekam und die Kirche den heidnischen Hintergrund ablehnte.
Der Einfluss der Kirche war es auch, der in einigen Gegenden den Brauch abänderte, sodass das Repertoire der Sänger um Weihnachtslieder ergänzt wurde. Die Tradition begann in der ersten Hälfte des zwanzigsten Jahrhunderts zu verblassen und war während des Zweiten Weltkriegs nahezu ausgestorben. Heutzutage versuchen einige Heimatvereine in Llantrisant, Llangynwyd, Cowbridge und anderswo, die Tradition wiederzubeleben.

## Beschreibung

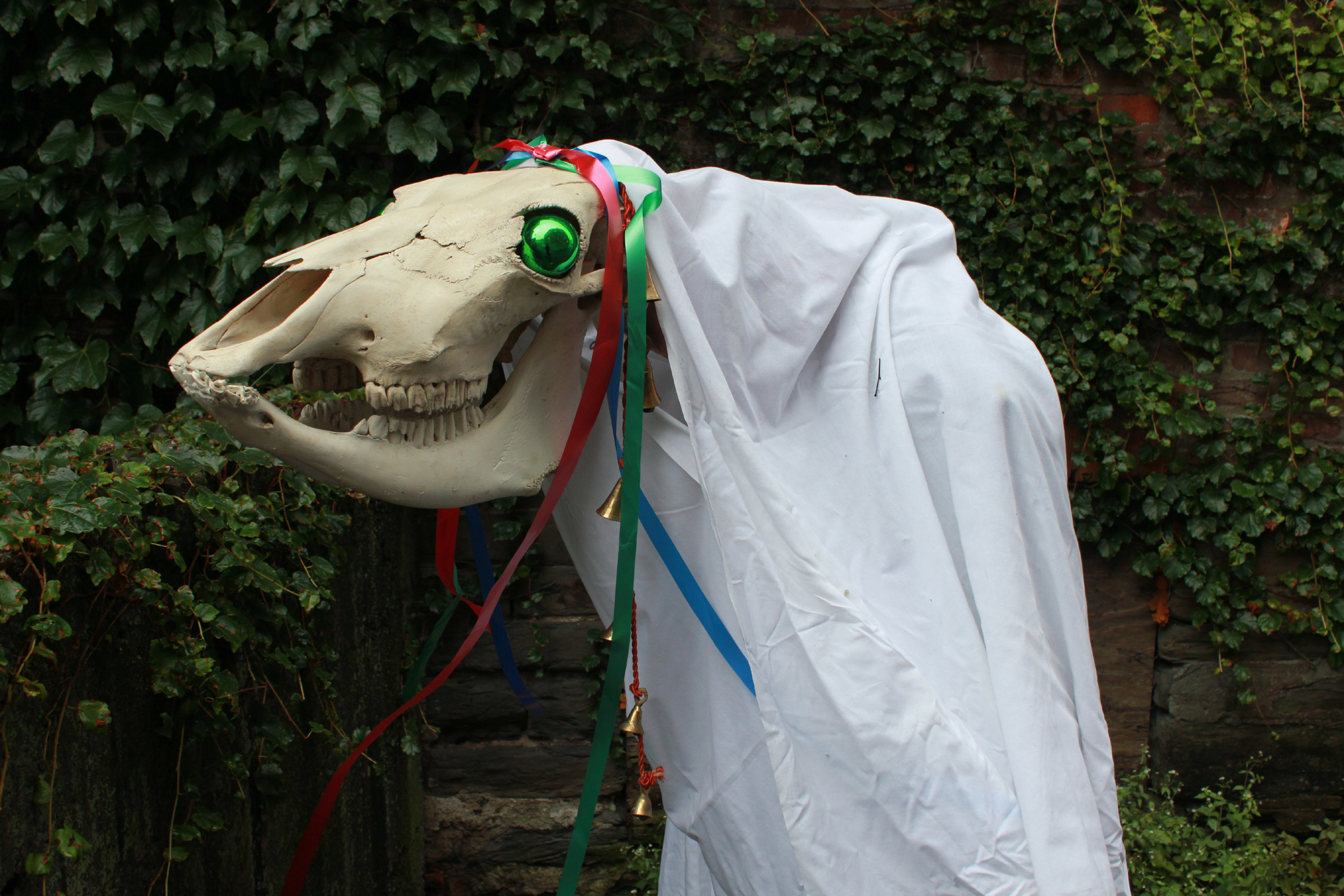
Mari Lwyd

Die Mari Lwyd besteht aus einem Pferdeschädel (manchmal aus Holz oder wenn Kinder den Brauch ausüben, aus Pappe), der am Ende eines Holzstabs fixiert ist. Ein weißes Laken, das am Ende des Schädels befestigt ist, verdeckt den Stab und die Person, die die Mari trägt. Manchmal sind zwei schwarze Ohren an das Laken angenäht. Die Augenhöhlen sind oft mit grünen Flaschenböden oder anderem farbigen Material ausgefüllt. Manchmal ist der Unterkiefer mit Federn befestigt, sodass der „Betreiber“ der Mari nach Passanten oder Hauseigentümern schnappen kann. Gewöhnlich sind farbige Bänder am Schädel befestigt und kleine Glöckchen an den Zügeln (sofern vorhanden) an denen die Mari geführt wird.
Der Brauch begann üblicherweise beim Morgengrauen und ging bis spät in die Nacht. Heutzutage startet er manchmal sogar noch früher am Tag (wie in Llangynwyd, wo er um 2 Uhr morgens am Neujahrstag beginnt).
Während der Zeremonie wird der Schädel durch die Straßen des Ortes getragen. Die Gruppe hält vor jedem Haus und singt traditionelle Lieder oder gereimte Gedichte, letztere werden als pwnco bezeichnet. Manchmal enthält der Gesang einen Reim-Wettbewerb zwischen der Mari-Gruppe und den Bewohnern des Hauses, die sich gegenseitig mit improvisierten Versen herausfordern, bis eine Seite aufgibt.
Haben die Hausbewohner aufgegeben, so müssen sie die Mari-Gruppe ins Haus lassen. Dort geht die Unterhaltung weiter, indem die Mari wiehernd herumläuft und mit dem Kiefer schnappt, Chaos anrichtet und Kindern (und womöglich sogar Erwachsenen) Angst einjagt, während der Führer vorgibt, dass er versucht, sie zu bändigen. Die Gruppe spielt Musik und unterhält den Hauseigentümer, der als Verlierer die Pflicht hat, die Mari mit Bier und Essen zu versorgen.